# Тамара Жежељ
Тамара Жежељ Маyер је српска кантауторка и дипломирани музички педагог.

## Биографија
Дипломирала је на Факултету музичке уметности у Београду, одсек Општа музичка педагогија. 
Активно се бави компоновањем и израдом инструменталних и вокалних аранжмана, а поседује и богато искуство у организацији и извођењу музичког програма на различитим јавним наступима. Године 1998. оснива Мерцедес бенд са којим је имала бројне наступе. Као врхунац каријере, издала је 2017. године соло албум “Опрезна” за ПГП-РТС.
Од 2007. године ради у просвети, а њени ученици постижу значајне резултате на општинским и градским такмичењима, као и у оквиру других јавних наступа. Ради као професорка музичке културе у Средњој школи за информационе технологије Београд (ITHS).
Похађала је семинаре: „Наставник као креатор климе у одељењу”, „Школа без насиља”, „Школа као театар” и факултативни курс „Снимање музике и тонска режија”.